# 小橋勇利
小橋 勇利（こばし ゆうり、1994年（平成6年）9月28日 - ）は北海道日高町出身の元自転車プロロードレーサー、ボートレーサー（競艇選手）訓練生である。

## 略歴
北海道沙流郡日高町の海沿いに位置する富川に生まれ、小学4年生で自転車競技を始める。ロードレース、マウンテンバイク（MTB）、シクロクロスなど幅広い自転車競技で活躍を見せ、中学卒業を機に北海道を離れ愛媛県立松山工業高等学校に入学。高校入学後は歴代初となる高校1年生でインターハイ個人ロードレース優勝や高校2年生ながらアマチュアレースの登竜門と呼ばれるJAPAN CUP オープン男子のクラスで優勝するなどの活躍を見せた。
高校卒業後は単身フランスに渡り、アマチュア名門チーム UC Nantes Atlantique(Union cycliste Nantes Atlantique)に所属。2014年には膝の故障により1年を棒に振る形になるが、翌年2015年にレース復帰。
同年2015年（平成27年）に開催された世界選手権自転車競技大会ロードレース23歳以下部門 (U-23)では、日本人最高位となる45位でフィニッシュした。
2017年にロードレーサーを引退。今後はボートレーサー養成所に入所して競艇選手への転向を目指すこととなった。ボートレーサー養成所にはスポーツ推薦で入所している。

## 主な戦歴

### 2010年
第42回 四国高等学校自転車競技大会個人ロードレース　優勝
第15回 ジュニア全日本選手権ロードレースU17　3位
平成22年度全国高等学校総合体育大会自転車競技大会ロードレース
2010 JAPAN CUP Cycle Road Raceオープン男子 17位
2010 ツールド・おきなわ ジュニア国際 2位

### 2011年
2011 Yawatahama International Cross-Country Race Junior Men　優勝
2011　MTBアジア選手権～中国・蘇州XCOジュニア 5位
Trofeo Karlsberg 2011 総合52位
2011JAPAN CUP Cycle Road Race オープン男子 優勝
2011 ツールド・おきなわ ジュニア国際 優勝

### 2012年
Junior Asian Cycling Championsips MALAYSIA 2012 2位(西村大輝との日本チームワンツーフィニッシュ)
平成23年度全国高等学校選抜自転車競技大会ロードレース 優勝
2012Memorial Antonio Colo’Liguria 9位
2012 UCI Road World Championships Junior MEN(オランダ) 48位
2012 ツールド・おきなわ ジュニア国際 優勝

### 2013年
2013 Tour de corse cycliste INTERNATIONAL ETAPE-1 3位
2013 Nations Cup #8 Coupe des nations Ville Saguenay ETAPE-2 9位

### 2015年
2015 Volta Cyclista Valencia Etapa-4 6位
2015 UCI Road World Championships U23(アメリカ) 45位

### 2016年
The 36th(2016)Asian Cycling Championships U23 Road Race 12位